# 伊藤咲子
伊藤 咲子（いとう さきこ、1958年〈昭和33年〉4月2日 - ）は、日本の女性歌手。東京都目黒区出身。本名：千葉 咲子（ちば さきこ、旧姓：伊藤）。愛称は、サッコ。堀越高等学校卒業。所属事務所はミュージック・オフィス合田。

## 人物・経歴
祖父母が山形県出身であり、両親は山形疎開時に結婚し、山形県に住んでいたが、東京へ転居した後に伊藤が出生した。そのため伊藤は生まれも育ちも東京だが、山形に深い思い入れがあり、山形は自分の故郷と語っている。生まれた日は病院の周りの桜が満開で、母親は「桜子」と名付けたかったが親戚一同から“芸能人みたいでおかしい”と反対されて「咲子」と名付けられた。山形の父親の生家は代々の造り酒屋であったが、父親は上京してクラシック音楽の写譜の仕事をしていた。母方の大叔母に声楽家の砂原美智子がいる。
1973年（昭和48年）、15歳で日本テレビのオーディション番組『スター誕生!』に出場して優勝、これを機に芸能界へ。
デビューにあたり『スター誕生!』で芸名を公募した際、男性器をもじった案の応募があったことが、下ネタ嫌いと言われる司会の萩本欽一によって紹介された。またその前には『スター誕生!』出身で「花の中三トリオ」の森昌子・山口百恵・桜田淳子からそれぞれ1字ずつ採った「森山 桜」という案も紹介された。しかし最終的には本名でデビューすることになったと萩本が発表した。
1974年（昭和49年）4月20日、東芝EMIからデビュー・シングル『ひまわり娘』を発売、アイドル歌手としてデビュー。しかしその年のレコード大賞、日本歌謡大賞の新人賞は受賞ならず。当時の所属事務所はオフィス・トゥー・ワン。同年末に発売のシングル『木枯しの二人』が、翌1975年のオリコン年間ヒットチャートで36位にランクイン、自身最大のヒット曲となる。
1975年（昭和50年）、『乙女のワルツ』が日本テレビ音楽祭金の鳩賞、日本歌謡大賞放送音楽賞などを受賞。
1976年（昭和51年）3月5日、『きみ可愛いね』を発売、ヒット曲となる。同年10月5日、『想い出のセンチメンタル・シティ』を発売。同時に、デビュー以来のシングル盤の総数（プレス枚数または出荷枚数）が200万枚を突破したと東芝EMIから発表された。同年末、第27回NHK紅白歌合戦（NHK総合・ラジオ第1、#NHK紅白歌合戦出場歴参照）に初出場し「きみ可愛いね」を歌唱。『想い出のセンチメンタル・シティ』が同年のレコード大賞候補にノミネートされる。
結婚前に、同期デビューの城みちると3、4年間交際していたことをお互い明かしている。
1982年（昭和57年）5月1日、アルバム『Slow Motion』を発売。『男嫌い』がシングルカットされる。
1983年（昭和58年）9月21日にはシングル『追憶』を発売、この曲は同年公開の松竹富士映画『ふるさと』のイメージソングとして使用された。これを最後に東芝EMIから徳間ジャパンへ移籍し、1985年9月にシングル『愛人芝居』を発売。また1984年（昭和59年）には、デビュー10周年を記念して写真集を出版した。
1989年（平成元年）に 青年実業家と結婚。歌手活動を休止し「伊藤咲子の店」を開業。カラオケパブを経営し、伊藤がアイドル歌手であった頃のファンが度々訪れたという。
歌手活動休止中に子宮腺筋腫を発症し、急性腎盂腎炎も併発。2000年（平成12年）に摘出手術を受ける。「もう一度歌いたい」との思いで病気を乗り越え、2003年（平成15年）には歌手活動を再開。テレビ東京『夏祭りにっぽんの歌』、NHKラジオ第1『はつらつスタジオ505』などに出演。NHK総合・ラジオ第1『思い出のメロディー』、テレビ東京『年忘れにっぽんの歌』に初出演。
2004年（平成16年）、実業家と離婚。同年6月と9月にデビュー30周年記念コンサートを東京都内で開催する。
2006年（平成18年）、デビュー曲「ひまわり娘」を音羽ゆりかご会の合唱とともに再録音。2007年（平成19年）にはヒット曲「乙女のワルツ」がオムニバス映画『歌謡曲だよ、人生は』第8話「乙女のワルツ」で使用される。
2010年（平成22年）に40代の会社員と再婚。同年12月8日には実に25年ぶりとなるシングル『女の歌』を徳間ジャパンから発売、カップリング曲は「ひまわり娘」を収録。以降は日本コロムビアへ移籍してシングルを発表、2019年（令和元年）5月29日には阿久悠作詞の未発表曲『静かに、愛がとび立つわ』を発売した。
コンサート活動も継続し、近年は「夢スター歌謡祭 春組対秋組 歌合戦」に出演して全国各地を回っている。

## エピソード

### 『スター誕生!』について
『スター誕生!』では2回テレビ予選に出ており、1回目で小柳ルミ子の『漁火恋唄』を裏声で歌った。しかし、審査員の松田トシから「息が漏れてるわね」と指摘され、結局合格点の半分にも届かなかった。しかし本番終了後他の落選者と共に控室で帰り支度をしながら、歌手を諦めようと思ったところ、チーフ・プロデューサーの池田文雄から「今日は粒ぞろいだった。落ちた子みんな、今度の日曜の予選にもう一度おいで」と声をかけられた。　
すると翌週、声をかけられた他の子たちは諦めたらしく誰も来ず、伊藤だけが再びテレビ予選に参加となった。2回目は地声で歌える朱里エイコの『見捨てられた子のように』を歌うと、この曲変更が功を奏してテレビ予選を通過。12人が参加した決戦大会では伊藤の歌う順番が最後で、その回の審査では1番目から4番目まで立て続けに合格したため諦めかけたが、伊藤の番でスカウトマンのプラカードが上がり号泣した。

### 『ひまわり娘』でデビュー
決戦大会に黄色のワンピースで出場したからか、デビュー曲は『ひまわり娘』に決まった。その後事務所やレコード会社の戦略により早く世間に伊藤の顔を覚えてもらうため、全身黄色の服を渡され、それを着て歌手活動を始める。デビュー後しばらくは歌番組やイベント時だけでなく次の仕事場へ向かうために街を移動する時も常にこの格好でいなければならず恥ずかしかったとのこと。

## ディスコグラフィ

### シングル
| #                                | 発売日               | A/B面                | タイトル                         | 作詞                 | 作曲                 | 編曲                 | 規格品番              |
| 東芝EMI/東芝レコード             | 東芝EMI/東芝レコード | 東芝EMI/東芝レコード | 東芝EMI/東芝レコード             | 東芝EMI/東芝レコード | 東芝EMI/東芝レコード | 東芝EMI/東芝レコード | 東芝EMI/東芝レコード  |
| -------------------------------- | -------------------- | -------------------- | -------------------------------- | -------------------- | -------------------- | -------------------- | --------------------- |
| 1                                | 1974年 4月20日       | A面                  | ひまわり娘                       | 阿久悠               | S.Levy               | K.Gibson             | TP-2998               |
| 1                                | 1974年 4月20日       | B面                  | オレンジの涙                     | 阿久悠               | S.Levy               | K.Gibson             | TP-2998               |
| 2                                | 1974年 8月5日        | A面                  | 夢みる頃                         | 阿久悠               | S.Levy               | K.Gibson             | TP-20029              |
| 2                                | 1974年 8月5日        | B面                  | 待ちこがれて                     | 阿久悠               | J.Read               | H.Watkins            | TP-20029              |
| 3                                | 1974年 12月1日       | A面                  | 木枯しの二人                     | 阿久悠               | 三木たかし           | 三木たかし           | TP-20085              |
| 3                                | 1974年 12月1日       | B面                  | 赤ちゃんみたいな女の子           | 阿久悠               | 三木たかし           | 三木たかし           | TP-20085              |
| 4                                | 1975年 3月20日       | A面                  | 青い麦                           | 阿久悠               | 三木たかし           | 三木たかし           | TP-20120              |
| 4                                | 1975年 3月20日       | B面                  | 白い灯台                         | 阿久悠               | 三木たかし           | 三木たかし           | TP-20120              |
| 5                                | 1975年 7月5日        | A面                  | 乙女のワルツ                     | 阿久悠               | 三木たかし           | 三木たかし           | TP-20140              |
| 5                                | 1975年 7月5日        | B面                  | 紅い花                           | 阿久悠               | 三木たかし           | 三木たかし           | TP-20140              |
| 6                                | 1975年 12月1日       | A面                  | 冬の星                           | 阿久悠               | 三木たかし           | 三木たかし           | TP-20209              |
| 6                                | 1975年 12月1日       | B面                  | 雨の中に消えて                   | 阿久悠               | 三木たかし           | 三木たかし           | TP-20209              |
| 7                                | 1976年 3月5日        | A面                  | きみ可愛いね                     | 阿久悠               | 三木たかし           | 三木たかし           | TP-20238              |
| 7                                | 1976年 3月5日        | B面                  | パーティの夜                     | 阿久悠               | 三木たかし           | 三木たかし           | TP-20238              |
| 8                                | 1976年 7月5日        | A面                  | いい娘に逢ったらドキッ           | 阿久悠               | 三木たかし           | 三木たかし           | TP-10032              |
| 8                                | 1976年 7月5日        | B面                  | 想い出まつり                     | 阿久悠               | 三木たかし           | 三木たかし           | TP-10032              |
| 9                                | 1976年 10月5日       | A面                  | 想い出のセンチメンタル・シティイ | 阿久悠               | 三木たかし           | 三木たかし           | TP-10101              |
| 9                                | 1976年 10月5日       | B面                  | たそがれに愛をこめて             | 阿久悠               | 三木たかし           | 三木たかし           | TP-10101              |
| 10                               | 1977年 1月20日       | A面                  | 青い鳥逃げても                   | 阿久悠               | 三木たかし           | 三木たかし           | TP-10157              |
| 10                               | 1977年 1月20日       | B面                  | ごきげん如何                     | 阿久悠               | 三木たかし           | 三木たかし           | TP-10157              |
| 11                               | 1977年 6月5日        | A面                  | 愛のシルフィー                   | 阿久悠               | 三木たかし           | 三木たかし           | TP-10214              |
| 11                               | 1977年 6月5日        | B面                  | 木陰でもやもや                   | 阿久悠               | 三木たかし           | 三木たかし           | TP-10214              |
| 12                               | 1977年 10月5日       | A面                  | 何が私に起こったか               | 阿久悠               | 三木たかし           | 三木たかし           | TP-10318              |
| 12                               | 1977年 10月5日       | B面                  | 明日なき愛                       | 阿久悠               | 三木たかし           | 三木たかし           | TP-10318              |
| 13                               | 1978年 5月5日        | A面                  | 寒い夏                           | 中里綴               | 和泉常寛             | 和泉常寛 直居隆雄    | TP-10413              |
| 13                               | 1978年 5月5日        | B面                  | 夢ごこち                         | 中里綴               | 和泉常寛             | 和泉常寛 直居隆雄    | TP-10413              |
| 14                               | 1978年 9月5日        | A面                  | つぶやきあつめ                   | 中里綴               | 和泉常寛             | 直居隆雄             | TP-10467              |
| 14                               | 1978年 9月5日        | B面                  | さん・びょう・し                 | 中里綴               | 和泉常寛             | 直居隆雄             | TP-10467              |
| 15                               | 1980年 4月20日       | A面                  | 未完成                           | 阿久悠               | 三木たかし           | 萩田光雄             | TP-10715              |
| 15                               | 1980年 4月20日       | B面                  | 迷路の中で                       | 阿久悠               | 三木たかし           | 萩田光雄             | TP-10715              |
| 16                               | 1980年 11月21日      | A面                  | 愛したくないのに                 | 阿久悠               | 大野克夫             | 村岡建               | TP-17084              |
| 16                               | 1980年 11月21日      | B面                  | レッドサン ブルームーン          | 阿久悠               | 大野克夫             | 村岡建               | TP-17084              |
| 東芝EMI/EAST WORLD               |                      |                      |                                  |                      |                      |                      |                       |
| 17                               | 1982年 2月21日       | A面                  | リトル プリンス                  | 大津あきら           | 棚部陽一             | 船山基紀             | WTP-17292             |
| 17                               | 1982年 2月21日       | B面                  | 恋のスリップ・アウェイ           | 園部和範             | 豊広純子             | 棚部陽一             | WTP-17292             |
| 18                               | 1982年 6月21日       | A面                  | 男嫌い                           | 岡田冨美子           | 小田裕一郎           | 大谷和夫             | WTP-17355             |
| 18                               | 1982年 6月21日       | B面                  | まちがい電話                     | 大津あきら           | 豊広純子             | 棚部陽一             | WTP-17355             |
| 19                               | 1982年 8月21日       | A面                  | 悲しみよ とまれ                  | 川内康範             | 川内康範             | 吉永豊               | WTP-17383             |
| 19                               | 1982年 8月21日       | B面                  | これこそ愛                       | 【歌唱：吉永豊】     | 【歌唱：吉永豊】     | 【歌唱：吉永豊】     | WTP-17383             |
| 20                               | 1983年 4月1日        | A面                  | 待ち合わせ                       | 有川正沙子           | 棚部陽一             | 戸塚修               | WTP-17460             |
| 20                               | 1983年 4月1日        | B面                  | いつかメモリー                   | 有川正沙子           | 黒住憲五             | 戸塚修               | WTP-17460             |
| 21                               | 1983年 9月21日       | A面                  | 追憶                             | 小椋佳 井上香織      | 小椋佳               | クニ河内             | WTP-17532             |
| 21                               | 1983年 9月21日       | B面                  | "ふるさと"メイン・テーマ         | -                    | 針生正男             | 針生正男             | WTP-17532             |
| 徳間ジャパン/JAPAN RECORD        |                      |                      |                                  |                      |                      |                      |                       |
| 22                               | 1985年 9月1日        | A面                  | 愛人芝居                         | 初信之介             | 丹羽応樹             | 丹羽応樹             | 7JAS-42               |
| 22                               | 1985年 9月1日        | B面                  | 突然愛して                       | 初信之介             | 丹羽応樹             | 丹羽応樹             | 7JAS-42               |
| 徳間ジャパンコミュニケーションズ |                      |                      |                                  |                      |                      |                      |                       |
| 23                               | 2010年 12月8日       | 01                   | 女の歌                           | 一青窈               | 合田道人             | 川村栄二             | TKCA-90407            |
| 23                               | 2010年 12月8日       | 02                   | ひまわり娘                       | 阿久悠               | S.Levy               | 寺西誠               | TKCA-90407            |
| 日本コロムビア                   |                      |                      |                                  |                      |                      |                      |                       |
| 24                               | 2014年 10月22日      | 01                   | ラスト・メール                   | 円香乃               | 合田道人             | 萩田光雄             | COCA-16933            |
| 24                               | 2014年 10月22日      | 02                   | 真夜中のふたり                   | 円香乃               | 合田道人             | 萩田光雄             | COCA-16933            |
| 24                               | 2014年 10月22日      | 03                   | 木枯しの二人                     | 阿久悠               | 三木たかし           | 鳴海周平             | COCA-16933            |
| 25                               | 2016年 2月17日       | 01                   | プルメリアの涙                   | 京えりこ             | 三木たかし           | 周防泰臣             | COCA-17110            |
| 25                               | 2016年 2月17日       | 02                   | たそがれに愛をこめて             | 阿久悠               | 三木たかし           | 周防泰臣             | COCA-17110            |
| 26                               | 2018年 4月25日       | 01                   | 春風の二人                       | 円香乃               | 合田道人             | 寺西誠               | COKM-40259 (配信限定) |
| 27                               | 2019年 5月29日       | 01                   | 静かに、愛がとび立つわ           | 阿久悠               | 合田道人             | 鳴海周平             | COCA-17620            |
| 27                               | 2019年 5月29日       | 02                   | きっといい恋できますね           | 阿久悠               | 合田道人             | 鳴海周平             | COCA-17620            |
| 27                               | 2019年 5月29日       | 03                   | ひまわり娘                       | 阿久悠               | S.Levy               | 坂下滉               | COCA-17620            |

### 非売盤
1. ふれあい （作詞：伊藤アキラ／作曲：森田公一／編曲：横内章次／コーラス：ムーン・ドロップス）
2. 友達になろう （作詞：松本隆／作曲：吉田拓郎／編曲：石川鷹彦）　4Rs-826
3. 大人だから（徳間ジャパンコミュニケーションズ）-　伊藤咲子＆葵司朗名義。

### アルバム

#### ベスト・アルバム
1. 想い出のセンチメンタル・シティイ（1976年11月5日／東芝EMI、TP-72209）
2. 木枯しの二人（1980年3月5日／東芝EMI、TP-40135〜6）
3. 伊藤咲子 ゴールデン☆ベスト（2002年6月19日／ユニバーサルミュージック、TOCT-10856）
4. エッセンシャル・ベスト 伊藤咲子（2007年8月22日／ユニバーサルミュージック、TOCT-26316）
5. 伊藤咲子全曲集〜女の歌〜（2013年5月22日／徳間ジャパン、TKCA-73894）

#### 企画アルバム
| 発売日        | レーベル                 | 規格 | 規格品番      | アルバム |
| ------------- | ------------------------ | ---- | ------------- | --- |
| 2011年8月31日 | ユニバーサルミュージック | CD   | TOCT-28001-09 | COMPLETE BOX ※ 9CD+1DVD（貴重映像集）+32Pブックレット（伊藤咲子ロング・インタビュー、ゆかりある人々のコメントなど） - CD(1)「ひまわり娘」 - CD(2)「私のカレンダー」（初CD化） - CD(3)「乙女のワルツ」 - CD(4)「初恋 伊藤咲子・ライブ・オン・ステージ」（初CD化） - CD(5)「青春」（初CD化） - CD(6)「おるごおる」（初CD化） - CD(7)「Slow Motion」（初CD化） - CD(8)「想い出のセンチメンタル・シティイ・2011コレクション」 - ボックスのために新たに編集したアルバム未収録シングル・コレクション。 1. 待ちこがれて 2. 白い灯台 3. 冬の星 4. 雨の中に消えて 5. きみ可愛いね 6. パーティの夜 7. いい娘に逢ったらドキッ 8. 想い出まつり 9. 想い出のセンチメンタル・シティイ 10. たそがれに愛をこめて 11. ごきげん如何 12. 愛のシルフィー 13. 木陰でもやもや 14. 何が私に起こったか 15. 明日なき愛 16. つぶやきあつめ（シングル･バージョン） 17. さん・びょう・し - CD(9)「レア・コレクション」（アルバム未収録曲や初CD化音源などを集めたスペシャルCD） 1. 未完成 2. 迷路の中で 3. 愛したくないのに 4. レッドサン・ブルームーン 5. 悲しみよ とまれ 6. 待ち合わせ 7. いつかメモリー 8. 追憶 9. ふれあい 10. 友達になろう 11. LOVE STORY 12. リトル・プリンス（DAMバージョン） 13. 寄り道 14. 愛人芝居 15. 突然愛して 16. 女の歌 - 特典DVD - 「スター誕生!」「日本テレビ音楽祭」などの日本テレビ出演歌唱映像などを収録したDVD（約57分）。 1. ひまわり娘（1974 NTV） 2. ひまわり娘（1981 NTV） 3. 夢みる頃（ロンドンレコーディングの模様） 4. 木枯しの二人（1974 NTV） 5. 木枯しの二人（1975 NTV） 6. 木枯しの二人（1975 Conte 55） 7. 青い麦 8. 乙女のワルツ（1975 NTV July） 9. 乙女のワルツ（1975 NTV August） 10. 乙女のワルツ（1975 NTV August Ver.2） 11. 冬の星 12. 未完成 13. テレビ特番「Jumpin’ Sakko ’76」 14. きみ可愛いね 15. ひまわり娘（PV） |

#### オムニバス・アルバム
徳間ジャパンコミュニケーションズ
- 敏いとうとハッピー&ブルー『新・射手座の女』、special thanks 伊藤咲子
  - 恋してる愛してる（オリジナル楽曲）
  - 今夜は離さない（カバー楽曲）
  - 別れの夜明け（カバー楽曲）
  - 居酒屋（カバー楽曲）
  - 愛の果てまで（カバー楽曲）
  - ラストシーンは見たくない（カバー楽曲）
- 合田道人『みんなで学ぼう!童謡なぞなぞ』（2006年11月8日発売）
  - ひまわり娘
  - 小さい秋みつけた
  - 竹田の子守唄
  - 赤い靴

日本コロムビア
- ニッポン名曲娘（2015年9月16日）
- 恋する名曲娘（2018年4月25日）

### タイアップ曲
| 年     | 楽曲            | タイアップ                                       |
| ------ | --------------- | ------------------------------------------------ |
| 1982年 | リトル プリンス | 東宝東和映画「リトルプリンス」イメージソング     |
| 1983年 | 待ち合わせ      | フジテレビ系テレビドラマ「おれは亭主だII」主題歌 |
| 1983年 | 追憶            | 松竹富士映画「ふるさと」イメージソング           |
| 1985年 | 愛人芝居        | メディマ「アンゴラ肌着」CMソング                 |

## 写真集
- 伊藤咲子衝撃写真集 素顔の私… デビュー10周年記念（1983年12月）撮影：マイク岡田、アムリタ書房/星雲社、ISBN 978-4-7952-4621-8

## 出演

### ラジオ番組
- 三菱ドライビングポップス 咲子と歌おう!（TBSラジオ）
- サッコとひろみつの歌謡最前線
- ミュージックブルペン

### テレビ番組

#### 歌番組
- レッツゴーヤング（NHK総合）
- 歌のゴールデンステージ（NHK総合）
- あなたのメロディー（NHK総合）
- NHKのど自慢（NHK総合・ラジオ第1）ゲスト
- 花のステージ -レコード祭歌謡大会から-（NHK総合）
- 歌はともだち（1975年11月15日、NHK総合）
- 秋にうたう（1976年9月23日、NHK総合）
- 歌のグランド・ショー（NHK総合）
- ビッグショー（NHK総合）
- おたのしみファミリーホール（1978年12月30日、NHK総合）
- 思い出のメロディー（第35、49回、NHK総合・ラジオ第1）
- 昭和のヒットソングが今！同窓会コンサート第2弾～昭和歌謡からグループサウンズまで！一挙3時間～（2015年6月8日、BS朝日）
- 歌謡プレミアム 名曲コレクション23（2015年4月27日、BS日テレ）
- 徳光和夫の名曲にっぽん（2015年4月15日、BSジャパン）
- 日本名曲アルバム（2015年4月14日、BS-TBS）
- あなたの歌謡リクエスト（2015年4月10日、BSフジ）
- 昭和のヒットソングが今 !! 同窓会コンサート（2015年4月6日、BS朝日）
- 日本名曲アルバム（2015年3月31日、BS-TBS）
- 歌謡プレミアム（2015年3月16日、BS日テレ）
- 洋子の演歌一直線（2015年1月25日 テレビ東京）
- 木曜8時のコンサート（2014年11月13日ほか テレビ東京）
- BS日本のうた（2014年11月27日ほか、NHK BSプレミアム）
- J-POP 青春の'80（2011年9月8日ほか、NHK BSプレミアム）
- 第49回 年忘れにっぽんの歌（2016年12月31日 テレビ東京）
- 第54回 年忘れにっぽんの歌（2021年12月31日 テレビ東京）
- NHK歌謡コンサート（NHK総合）

#### テレビドラマ
- 遠山の金さん 杉良太郎版 第73話「玉の輿を拒んだ女」（1977年3月3日、NET/東映）-おさき
- せい子宙太郎（1977年11月16日～1978年5月10日全26話 TBS水曜劇場 TBS）
- あいつと俺（1980年3月・1984年3月 12ch）
- かたぐるまII（1980年5月12日～11月3日全26話 日本テレビ）
- 羊のうた（1981年4月12日～5月10日全5話 NHKドラマ人間模様 ＊データベースによる情報）
- 娘よ! 愛と涙の翼で翔べ（1981年7月9日 木曜ゴールデンドラマ YTV）
- 終着駅（ターミナル）殺人事件（1981年10月17日 テレビ朝日土曜ワイド劇場）- 橋口まゆみ
- 幻之介世直し帖（1981年10月25日第4話「はやぶさが挑んだ大爆発の罠」 日本テレビ） - 加代
- ザ・ハングマン2（1982年10月22日第20話「美人姉妹の危険な就職」 ABC） - 田沢明子
- 夏樹静子サスペンス モーテルの毒（1986年3月3日 関西テレビ） - クラブのママ

#### バラエティ
- 連想ゲーム（NHK総合）
- ひるのプレゼント（NHK総合）
- 土曜ひる席（NHK総合）
- お国自慢にしひがし（NHK総合）
- 日曜家族スタジオ（NHK総合）
- こども面白館（NHK総合）
- はばたけ!真理ちゃん（1975年、TBS）
- ハレバレとんねるず 略してテレとん（2013年3月11日 テレビ東京）
- 人生が変わる1分間の深イイ話～70年代・80年代・90年代スター大集合SP！（2012年10月15日、日本テレビ）
- ラブラブショー（フジテレビ）
- クイズ!脳ベルSHOW（BSフジ）

### CM
- わかさいも本舗／わかさいも、雄北（ゆうほく）（1970年代、北海道ローカルCM）
- 明色・レモンアストリンゼン（1975年頃）
- 明治
  - 旧明治乳業 ボーデンスライスチーズ（1976年頃）
  - 旧明治乳業 ボーデンチーズキッス
- ロッテそーだガム　森井信好と共演
- フマキラー　フマキラーA

### イメージビデオ
- クリスタルドリーム （1984年、ファインビデオ）

### 映画
- 刺青（1984年、日活） - 主演・石原麻美 役

### 舞台
- 有情まんだら（1986年09月17日 - 19日、三越劇場）
- ミュージカルフットルース（2013年08月3日 - 9月1日、東京芸術劇場・プレイハウスほか）
- ミュージカルHONK!（2014年4月16日 - 27日、博品館劇場 / 2015年4月4日 - 11日、全労済ホールスペースゼロ）

### NHK紅白歌合戦出場歴
| 年度/放送回               | 回 | 曲目         | 出演順 | 対戦相手 |
| ------------------------- | -- | ------------ | ------ | -------- |
| 1976年（昭和51年）/第27回 | 初 | きみ可愛いね | 11/24  | 田中星児 |

注意点
- 出演順は「出演順/出場者数」で表す。